# Troldborg Ring

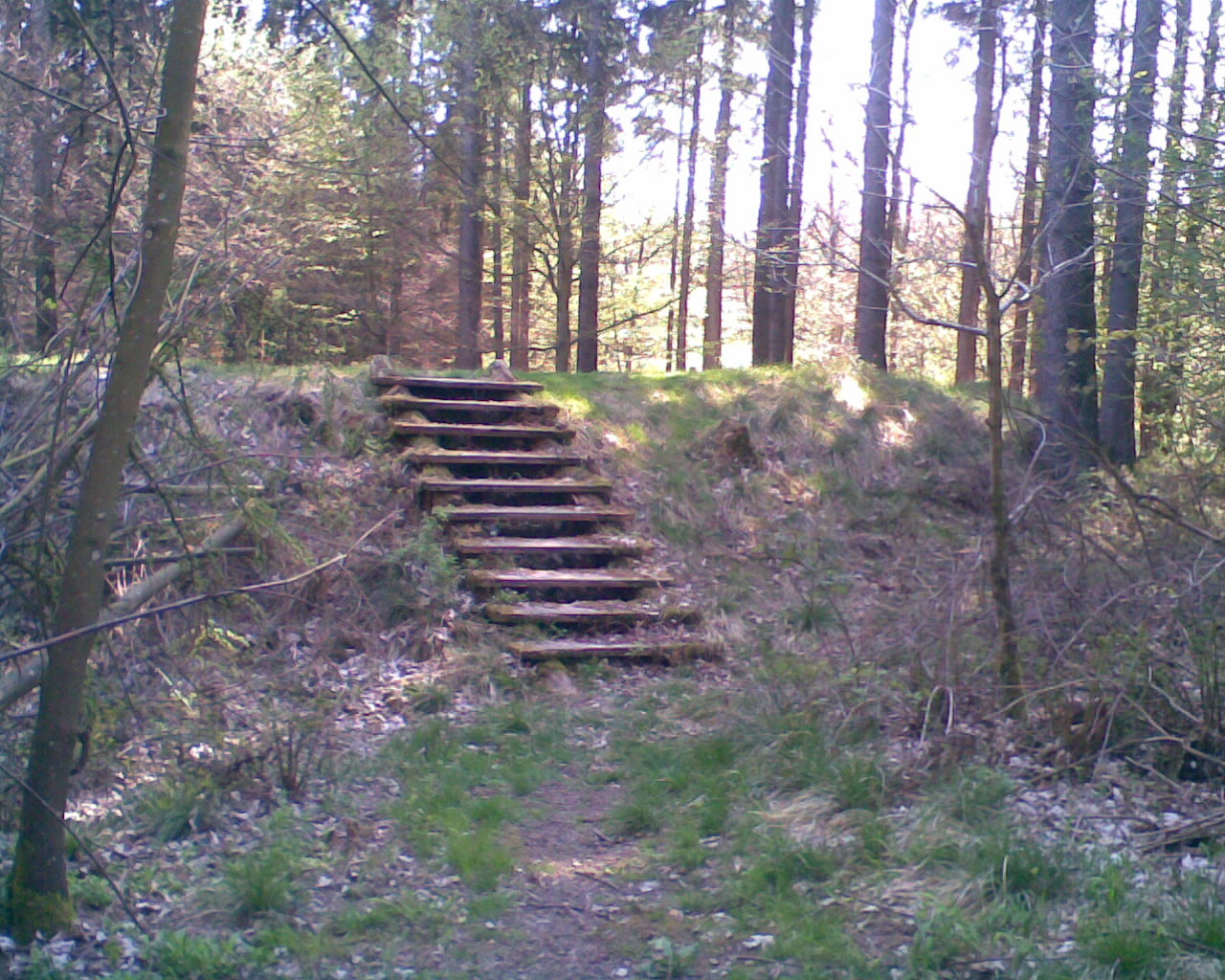
Troldborg Ring

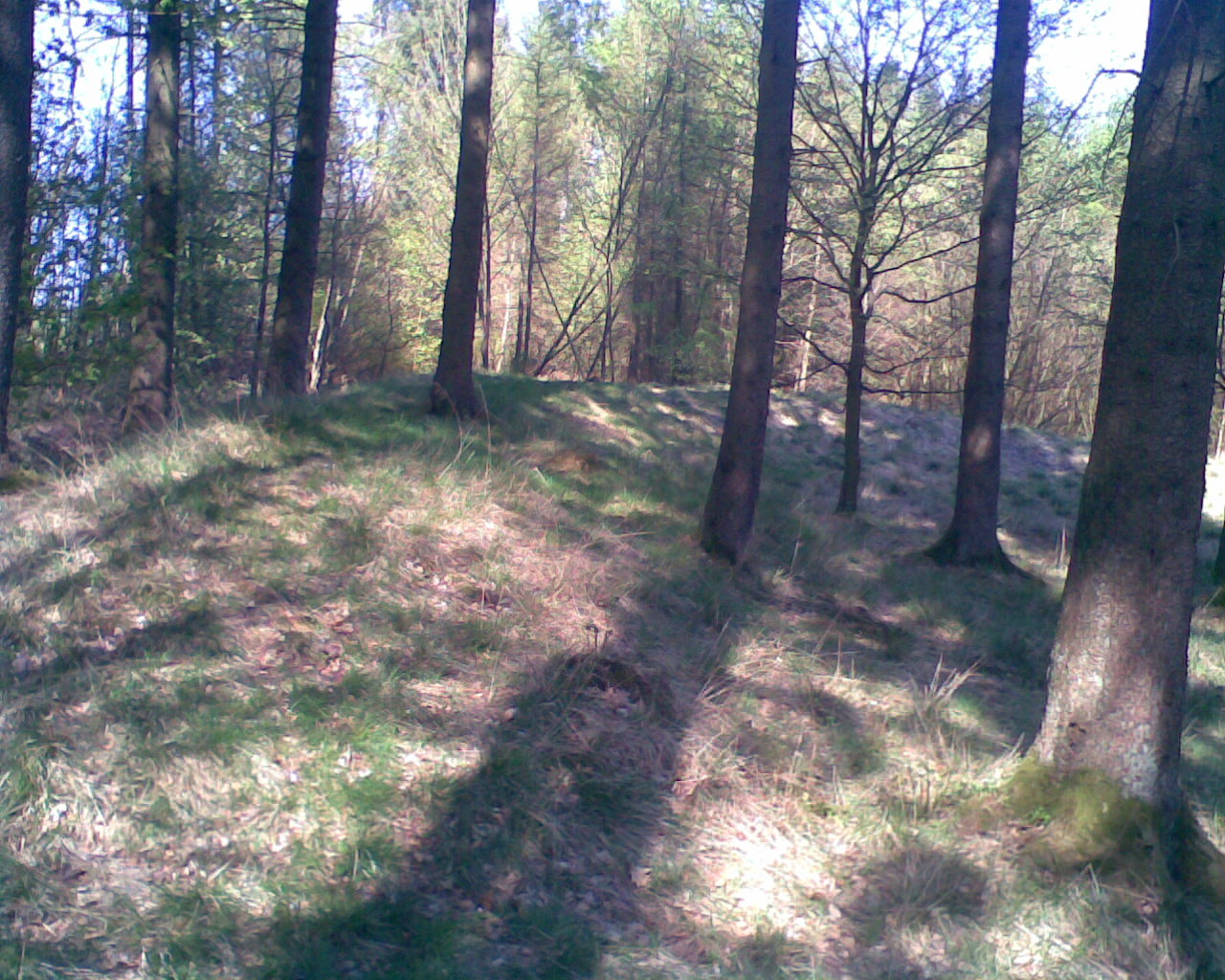
Troldborg Ring

Der Troldborg Ring liegt 13 km westlich der Stadt Vejle, in Jütland in Dänemark. Er ist ein runder Burgwall auf einem etwa 70 Meter hohen Hügel über dem Vejle Ådal, der steil zum Fluss hin abfällt. Die zwischen 100 und 200 n. Chr. in der Eisenzeit erbaute und bis 400 n. Chr. genutzte Burg war von einem Wall von etwa 60 Metern Durchmesser umgeben. Ein Graben befindet sich an der Außenseite.
Rundburgen wie der Troldborg Ring, der Hagenshøj, nördlich von Skive, die Kajborg auf Alsen und der Schmölwall (Smøl Vold) nördlich von Broager wurden während der Eisenzeit errichtet. Sie sind kleiner als die späteren Wikingerburgen, aber Ringburgen haben in Dänemark eine Tradition.
Auf dem Burggelände wurden mehrere Schichten verbrannten Materials gefunden. Es gibt die Theorie, dass der Troldborg Ring im Zusammenhang mit der 979–980 n. Chr. erbauten Brücke über die Ravning Enge erneut genutzt wurde. Sie besagt, dass man die Burg nutzte, um mit Hilfe von Signalfeuern zwischen der nahen Ravning Enge und dem Königssitz Jelling Rauchzeichen zu geben. Zwischen den nur 10 km entfernten Standorten befinden sich keine Sichthindernisse.